# Таллула (Луїзіана)
Таллула (англ. Tallulah) — місто (англ. city) в США, в окрузі Медісон штату Луїзіана. Населення — 6286 осіб (2020).

## Географія
Таллула розташована за координатами 32°24′24″ пн. ш. 91°11′30″ зх. д. / 32.40667° пн. ш. 91.19167° зх. д. (32.406671, -91.191704).  За даними Бюро перепису населення США в 2010 році місто мало площу 7,21 км², уся площа — суходіл.

### Клімат
| Клімат : Таллула        | Клімат : Таллула | Клімат : Таллула | Клімат : Таллула | Клімат : Таллула | Клімат : Таллула | Клімат : Таллула | Клімат : Таллула | Клімат : Таллула | Клімат : Таллула | Клімат : Таллула | Клімат : Таллула | Клімат : Таллула | Клімат : Таллула |
| Показник                | Січ.             | Лют.             | Бер.             | Квіт.            | Трав.            | Черв.            | Лип.             | Серп.            | Вер.             | Жовт.            | Лист.            | Груд.            | Рік              |
| Абсолютний максимум, °C | 28,9             | 29,4             | 33,9             | 35,0             | 37,2             | 40,0             | 40,0             | 41,1             | 40,6             | 35,0             | 31,1             | 30,6             | 41,1             |
| Середній максимум, °C   | 13,8             | 15,9             | 20,2             | 24,8             | 28,5             | 32,1             | 33,2             | 33,2             | 30,8             | 25,8             | 19,9             | 14,8             | 24,4             |
| Середня температура, °C | 8,0              | 9,8              | 13,8             | 18,3             | 22,3             | 26,1             | 27,4             | 27,1             | 24,2             | 18,3             | 12,9             | 8,8              | 18,1             |
| Середній мінімум, °C    | 2,2              | 3,7              | 7,4              | 11,9             | 16,2             | 20,0             | 21,6             | 20,9             | 17,7             | 10,8             | 5,9              | 2,8              | 11,8             |
| Абсолютний мінімум, °C  | −22,2            | −24,4            | −11,7            | −2,2             | 2,8              | 8,3              | 10,6             | 11,1             | 1,1              | −6,1             | −9,4             | −15,6            | −24,4            |
| Норма опадів, мм        | 132              | 127              | 145              | 127              | 124              | 97               | 102              | 84               | 71               | 81               | 112              | 147              | 1349             |
| ----------------------- | ---------------- | ---------------- | ---------------- | ---------------- | ---------------- | ---------------- | ---------------- | ---------------- | ---------------- | ---------------- | ---------------- | ---------------- | ---------------- |
| Джерело:                |                  |                  |                  |                  |                  |                  |                  |                  |                  |                  |                  |                  |                  |

## Демографія
Згідно з переписом 2010 року, у місті мешкало 7335 осіб у 2560 домогосподарствах у складі 1733 родин. Густота населення становила 1017 осіб/км².  Було 2925 помешкань (406/км²).
Расовий склад населення:
| - 76,6 % — чорних або афроамериканців - 21,5 % — білих - 0,3 % — азіатів - 0,2 % — корінних американців |

До двох чи більше рас належало 1,1 %. Частка іспаномовних становила 1,1 % від усіх жителів.
За віковим діапазоном населення розподілялося таким чином: 28,8 % — особи молодші 18 років, 60,1 % — особи у віці 18—64 років, 11,1 % — особи у віці 65 років та старші. Медіана віку мешканця становила 33,5 року. На 100 осіб жіночої статі у місті припадало 75,7 чоловіків;  на 100 жінок у віці від 18 років та старших — 68,5 чоловіків також старших 18 років.
Середній дохід на одне домашнє господарство  становив 35 010 доларів США (медіана — 23 317), а середній дохід на одну сім'ю — 44 561 долар (медіана — 30 909). Медіана доходів становила 32 206 доларів для чоловіків та 21 769 доларів для жінок. За межею бідності перебувало 39,9 % осіб, у тому числі 60,4 % дітей у віці до 18 років та 28,4 % осіб у віці 65 років та старших.
Цивільне працевлаштоване населення становило 2571 особа. Основні галузі зайнятості: освіта, охорона здоров'я та соціальна допомога — 34,0 %, публічна адміністрація — 13,5 %, мистецтво, розваги та відпочинок — 13,1 %.